# Fakıuşağı, Gülşehir
Fakıuşağı là một xã thuộc huyện Gülşehir, tỉnh Nevşehir, Thổ Nhĩ Kỳ. Dân số thời điểm năm 2011 là 369 người.